# 保國勳章 (韓國)
保國勳章（：／）是大韓民國勳章。1961年7月26日根據勤務功勞勳章令以勤務功勞勳章（：／）爲名創設，1963年12月14日以後根據《賞勳法》規定。 1967年1月16日，根據《賞勳法》修訂爲現行名稱。